# Мануална терапия
Мануална или още като манипулативна терапия е физическо лечение, използвано предимно от физиотерапевти, трудови терапевти, терапевти, използващи чиропрактика, остеопати за лечението на мускулноскелетна болка, физически увреждания и инвалидност. Този тип терапия най-често използва масаж и манипулация на мускулите, мобилизация и манипулация на ставите.

## Видове
Трите основни вида мануална терапия са манипулация, мобилизация и масаж. Манипулацията (трябва да се употребява само от специалисти) е сръчното рязко завъртане, отвесно или разбъркващо въвеждане на сила отвън към скелетно опорния апарат (ставите), при което може ясно да се чуват звуци на изпукване (при изпускане на съдържащия се в кухините на ставите газ), докато мобилизацията е по-бавен и последователно контролиран процес на ставно разтягане, което има за цел да подобри биомеханичната еластичност. Масажът е типично повторителен натиск, разтриване и т.н. по тялото, който принципно подобрява кръвообращението и интерстицидната флуидна динамика.

## В България
Мануалната терапия В България се нарича Чакръчкийство и е традиционна българска лечебна практика, обикновено извършвана с ръце.
Тази практика влияе при случаи на костно – ставни проблеми и болки, както и на схващания и изкривявания на тялото. Думата „чакръкчия“ идва от „чак“ или изпукванията, издавани по време на наместване и „ръка“, защото се изпълнява само с ръце. При тази практика от областта на народната медицина, предавана през вековете, премахването или поне нейното довеждане на сравнителна поносимост на изпитваната локална болка обикновено е мигновено.